# Vieux-Lyon – Cathédrale Saint-Jean
Vieux-Lyon – Cathédrale Saint-Jean – stacja metra w Lyonie, na linii D. Stacja została otwarta 9 września 1991.